# Melaneremus fuscoterminatus
Melaneremus fuscoterminatus är en insektsart som först beskrevs av Brunner von Wattenwyl 1888.  Melaneremus fuscoterminatus ingår i släktet Melaneremus och familjen Gryllacrididae. Inga underarter finns listade i Catalogue of Life.